# Sicya faustinaria
Sicya faustinaria là một loài bướm đêm trong họ Geometridae.